# Kiatassuaq
Kiatassuaq (danska: Holm Ø) är en ö i Upernavik på Grönland. Dess yta är 181 km2. Den hade inga invånare år 2005.